# Stadens 32 mænd
Stadens 32 mænd eller Københavns 32 mænd eller bare betegnet de 32 mænd var en unik forsamling af respekterede borgere og handelsmænd, der efter de københavnske borgeres krav blev nedsat til at styre København umiddelbart inden enevældens oprettelse i 1660. Fordelen ved at sidde som en af de 32 mænd var, at man kunne få foretræde for kongen.
Efter at Københavns nye privilegier var udstedt 24. marts 1659, holdt borgerskabets fornemste mænd møde 14. april samme år for at vælge Stadens 32 Mænd. Den første forsamling var præget af storkøbmændene, der tillige var kronens kreditorer.
Forsamlingen blev i 1840 afløst af Københavns Borgerrepræsentation.

## Medlemmer
Denne liste er ufuldstændig; hjælp gerne med at udfylde den.

### Udnævnt i 1600-tallet
- 1659-: Niels Aagesen, købmand og gårdejer[1][2]
- 1659-: Carl Rosenmeyer (1628-1670), købmand og godsejer[3]
- 1659-: Søren Lauridsen (død 1671), købmand
- 1659-: Albrecht Itzen (død 1679), kræmmer
- 1659-1681: Ditmer Bøfke (1612-1681), købmand
- Peter Musfelt, formand
- -1686: Thomas Ocksen (død 1686), formand
- Johan Drøge, rådmand 1685, 2. formand
- -1701: Arf Michelsen Edelberg, rådmand, notarius
- Anders Rasmusen (død 1684)
- Peder Tuesen (død 1689)
- Claus Ifuersen, rådmand
- Bartell (Barthold) Stube (Stuve) (død 1702), formand
- Tommas Jensen Dobbelstein (død 1695), formand
- Bartell Jespersen (død 1686)
- -1702: Lorentz Kreyer, formand
- Peder Riiber (døde 1689)
- Christian Beverlin (død 1692)
- Claus Reimert (død 1692)
- Petter Timmerman (død 1685)
- Claus Büssing (død 1688)
- Johan Mølche (død 1685)
- -1701: Jacob Feldtman
- Anders Knooch (død 1693)
- Dauid von Cøllen (død 1686)
- Heinrich Schuppe (død 1690)
- Gysbert Wigand Michelbecker (død 1692)
- Ole Wiitt (Widt) (død 1701)
- Niels Jacobsen, 2. formand
- Jørgen Gregersen (død 1687)
- -1707: Søren Rasmusen Hiortshøj, 2. formand
- Zander Graae (død 1685)
- Anders Kellinghuusen
- -1695: Matthias Wessel (Wesep)
- Lambrecht Mandel (død 1686)
- -1695: Hans Levesen (død 1696)
- Hans Trøner (død 1693), rådmand
- Jens Pedersen Riiber, rådmand
- Jacob Feltman
- Jens Louman
- -1698: Johan Jürgen, direktør for Børnehuset, byggede gård i Ny Vestergade 20 ved Amalienborg i 1683, kilde: Peter Høncke
- 1682-1693: Johannes Christensen Meller (død 1724), brygger, rådmand
- 1686-1699: Jørgen Bøfke (død 1699), købmand
- 1686-1715: Ewert Weinmann (død 1715), købmand, formand
- 1686-: Nicolaj Boy
- 1686-: Jacob Eschenberg
- 1686-1701: Hans Michelsen
- 1686-: Henning Jordt
- 1687-1695: Heinrich Wørner (Werner)
- 1687-: Johannes Backer
- 1687-: Johannes Christensen
- 1687-: Friderich Knudsen
- 1688-1709: Abraham Lehn (1643-1709), købmand
- 1688-: Wulff Pettersen
- 1688-: Johan Iising
- 1691-: Morten Munch, overformynder
- 1691-: Hans Frich, kirkeværge
- 1691-: Hans Rasmusen, oldermand for de fattiges forstandere
- 1691-: Jacob Jacobsen, kirkeværge
- 1691-: Allert Tønsberg, kæmner
- 1691-: Søren Sørensen, oldermand for rodemesterne
- 1693-: Jørgen Seekmand
- 1693-1698: Lauritz Nielsen Fogh, rådmand
- 1693-: Johan Sylling
- 1693-: Jens Tidemansen Lougman, oldermand for bryggerne og kirkeværge
- 1694-: Gierdt Meyer
- 1691-: Madtz Christensen
- 1694-: Peder Riegelsen
- 1694-: Jacob Hou
- 1695-1701: Jürgen Meulengracht, rådmand
- 1695-: Eillert Stuhr
- 1695-: Christian Meyer, 2. formand
- 1695-: Morten Mouritzen
- 1695-: Jost Kiørning.
- 1698-: Petter Ogelbye
- 1698-: Hendrich Jensen
- 1698-: Peder Bladt, notarius

### Udnævnt i 1700-tallet
- 1701-: Matthias Pedersen
- 1701-: Jacob Edelberg
- 1701-: Johan Herman Schrøder
- 1701-: Peter Wieland
- 1701-: Anders Lauritzen Beck
- 1701-: Hans Ogelbye
- 1703-: Niels Jacobsen Wiger
- 1703-: Reimert Wilde
- 1703-: Jacob Sørrensen Graae
- 1703-: Hans Michelsen Holm
- 1703-: Knud Pedersen Storm
- 1703-: Hans Pedersen
- 1705-: Peter Dorn
- 1705-: Key Klinge
- 1705-: Alexander Duden
- 1705-: Nicolay Wroe
- 1705-: Jens Olsen
- 1706-: Hans Michelsen
- 1705-: Liuder Styfken
- 1705-: Hans Stuve, notarius
- 1707-: Marcus Johansen
- 1707-: Claus Didrichsen
- 1708-: Jacob Nielsen
- 1708-: Peder Fielderup
- 1710-1711: Peder Iversen Kleve (død 1711)
- Jacob Severin (1691-1753), formand for Stadens 32 mænd, islandsk købmand og godsejer
- Johan Sohl (død 1727), vinhandler
- Thønnis Petersen Becker (1687-1740). Tømmerhander, som fik borgerskab i København 1720 ("Høyagtige og Høyfornemme Mand Signr. Thönnis Becker forhen, iblandt de Høyfornemme 32 mænd og Borgernes Tal")
- Niels Birch (1664-1750) var formand for Stadens 32 mænd og islandsk købmand[4]
- 1770-: Christian Hansen, grosserer
- 1772-1774: Peter Fenger (1719-1774), grosserer
- 1772-1802: Johann Ludvig Zinn (1734-1802), grosserer
- -1807: Lars Larssen, grosserer og bankdirektør
- Aksel Müller Mørk, grosserer
- Hans Mathias Wassard, vinhandler
- Hans Friis, grosserer
- Jens Harboe, grosserer
- Peter Frederik Becker, grosserer
- Johan Ditlev Liebenberg, buntmager
- Frederik Bertelsen, urtekræmmer
- David Christian Emanuel Wulff, brygger
- Christen Nielsen Rosbierg, smed (første håndværker i forsamlingen)
- 1788-1806: Erich Erichsen (1752-1837), grosserer og skibsreder
- Johan Carl Bock (1750-1805), tobaksspindermester/fabrikant[5]
- 1798-1806: Frederik Hammerich, brygger, forsamlingens notarius
- 1798-1831: Jens Christopher Friborg (1747-1838), urtekræmmer
- Niels Brock (1731-1802), grosserer
- Anders Christensen Lund (1729-1807), hørkræmmer og brygger

### Udnævnt i 1800-tallet
- 1806-: Jørgen Bech (1731-1816), grosserer og tømmerhandler (formand)
- Jørgen Peter Bech (1782-1846), grosserer og skibsreder
- 1806-: Andreas Hallander (1755-1828), tømrermester
- 1821-1840: Hans Caspersen (1782-1865), ankersmed (fortsatte som borgerrepræsentant)
- 1821-1840: Henrik Frederik Prætorius (1783-1862), grosserer (fortsatte som borgerrepræsentant)
- 1822-1834: Theodor Suhr (1792-1858), grosserer
- 1832-1840: H.P. Hansen (1797-1861), grosserer og bankdirektør (fortsatte som borgerrepræsentant)
- 1835-1840: Christopher Hedemann (ca. 1781-1843), grosserer, sukkerraffinadør (fortsatte som borgerrepræsentant)
- 1838-1840: Henrik Kyhl, urmager (fortsatte som borgerrepræsentant)